# Romulus Sevastos
Romulus Sevastos (n. 21 septembrie 1867, satul Costinești, județul Botoșani – d. 11 noiembrie 1926, Iași) a fost un geolog român. A urmat studiile liceale la Botoșani și cele universitare, între anii 1887-1893, la Universitatea din Iași, la Facultatea de științe, secția științe naturale. L-a avut profesor pe Grigore Cobălcescu, la catedra căruia a fost preparator timp de 4 ani și asistent între anii 1895-1904.
În 1904 s-a transferat ca profesor de științe naturale la Școala Fiilor de Militari din Iași. A continuat însă activitatea de cercetare devenind colaborator al Institutului Geologic al României, între anii 1901 - 1924 publicând 41 de lucrări științifice.

## Familia
Sora lui Romulus Sevastos a fost Elena Didia Odorica Sevastos (16 mai 1864, Cucorăni, județul Botoșani - 18 martie 1929, Chișinău), prozatoare și folcloristă.
Romulus Sevastos a fost căsătorit cu Cornelia Emilian, pictoriță, fiica lui Ștefan Emilian, profesor la Universitatea din Iași, și a Corneliei Ederlly de Medve, jurnalistă și militantă pentru emanciparea și pentru drepturile femeilor, cu care a avut o fiică, sculptorița Céline Emilian-Sevastos.

## In memoriam
Pe data de 11 noiembrie 2011, cu ocazia împlinirii a 85 de ani de la moartea lui Romulus Sevastos, Federația Filatelică Română a emis o ștampilă de zi omagială.